# 紅葉温泉 (台東県)
紅葉温泉（こうようおんせん）は台湾台東県延平郷紅葉村にある温泉。温泉は布農族の部落から約7kmほどの鹿野渓谷内に野湯が存在する。
かつては整備された温泉施設（台東紅葉温泉親水公園）も存在したが、2009年8月8日に襲来した莫拉克台風（台風8号）により土砂に埋没してしまったため営業を停止している。

## 泉質
紅葉温泉の平均温度は約60℃だが、湧出口付近では100℃以上に達している。炭酸水素イオン794ppm、ナトリウムイオン約487ppmを含有する、pH6.4の中性炭酸水素塩泉である。